# خانواده والنبری

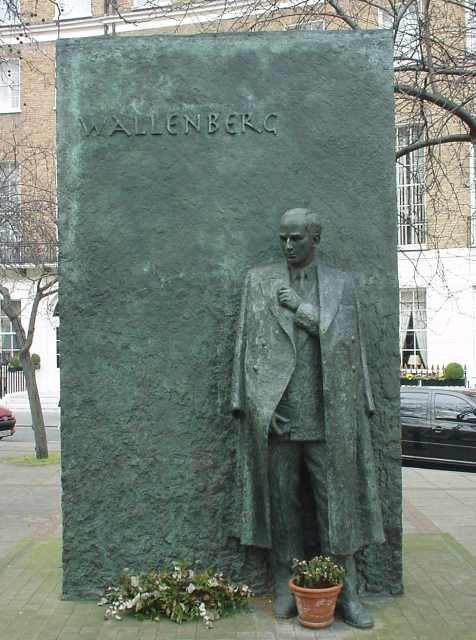
یادواره‌ای از رائول والنبری، در شهر لندن

خانواده والنبری (به سوئدی: Wallenberg family) (که اغلب با نام والنبرگس شناخته می‌شود) خانواده برجسته سوئدی است، که اعضای شناخته شده‌ای در زمینه بانکداری، صنعت، سیاست و بشردوستی داشته‌است.

## شرکت‌ها
خانواده والنبری، از طریق شرکت سرمایه‌گذاری اینوستور آبه، کنترل یک گروه بانکداری و چندین شرکت صنعتی را در اختیار دارد. امروزه خانواده والنبرگ به‌عنوان قدرتمندترین امپراتوری در صنایع کسب‌وکار اروپا محسوب می‌شود. خانواده والنبرگ در سال ۱۹۹۰ به‌طور غیرمستقیم در حدود یک‌سوم از تولید ناخالص داخلی سوئد را در کنترل خود داشت.
شرکت‌هایی که خانواده والنبرگ در آن‌ها دارای سهام بوده یا سهام‌دار اصلی آن‌ها به‌شمار می‌رود، عبارتند از:
- اینوستور آبه: شرکت سرمایه‌گذاری سوئدی (تأسیس ۱۹۱۶)
- اس‌کااف: کارخانجات تولیدی سوئدی (تأسیس ۱۹۰۷)
- آسترازنکا: شرکت داروسازی سوئدی (تأسیس ۱۹۹۹)
- گروه آب‌ب: شرکت تجهیزات الکتریکی سوئیسی (تأسیس ۱۹۸۸)
- اطلس کوپکو: شرکت تجهیزات صنعتی سوئدی (تأسیس ۱۸۷۳)
- اریکسون: شرکت مخابراتی سوئدی (تأسیس ۱۸۷۶)
- اسکانیا: شرکت خودروسازی سوئدی (تأسیس ۱۹۰۰)
- گروه ساب: شرکت صنایع دفاعی و هوافضا سوئدی (تأسیس ۱۹۳۷)
- نورسک هیدرو: شرکت استخراج معدن نروژی (تأسیس ۱۹۰۵)
- الکترولوکس: شرکت لوازم خانگی سوئدی (تأسیس ۱۹۱۹)
- اس‌ای‌بی: شرکت خدمات مالی سوئدی (تأسیس ۱۹۷۳)[۳]

## افراد مشهور

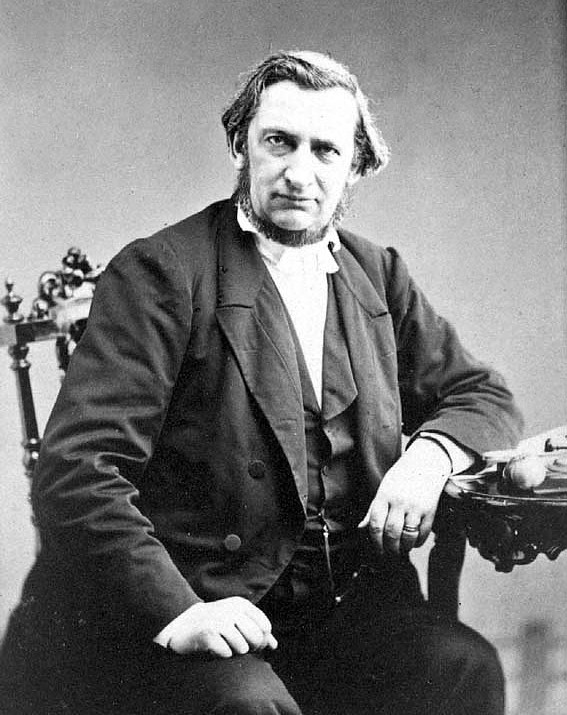
آندره اسکار والنبری (۱۸۱۶–۱۸۸۶)
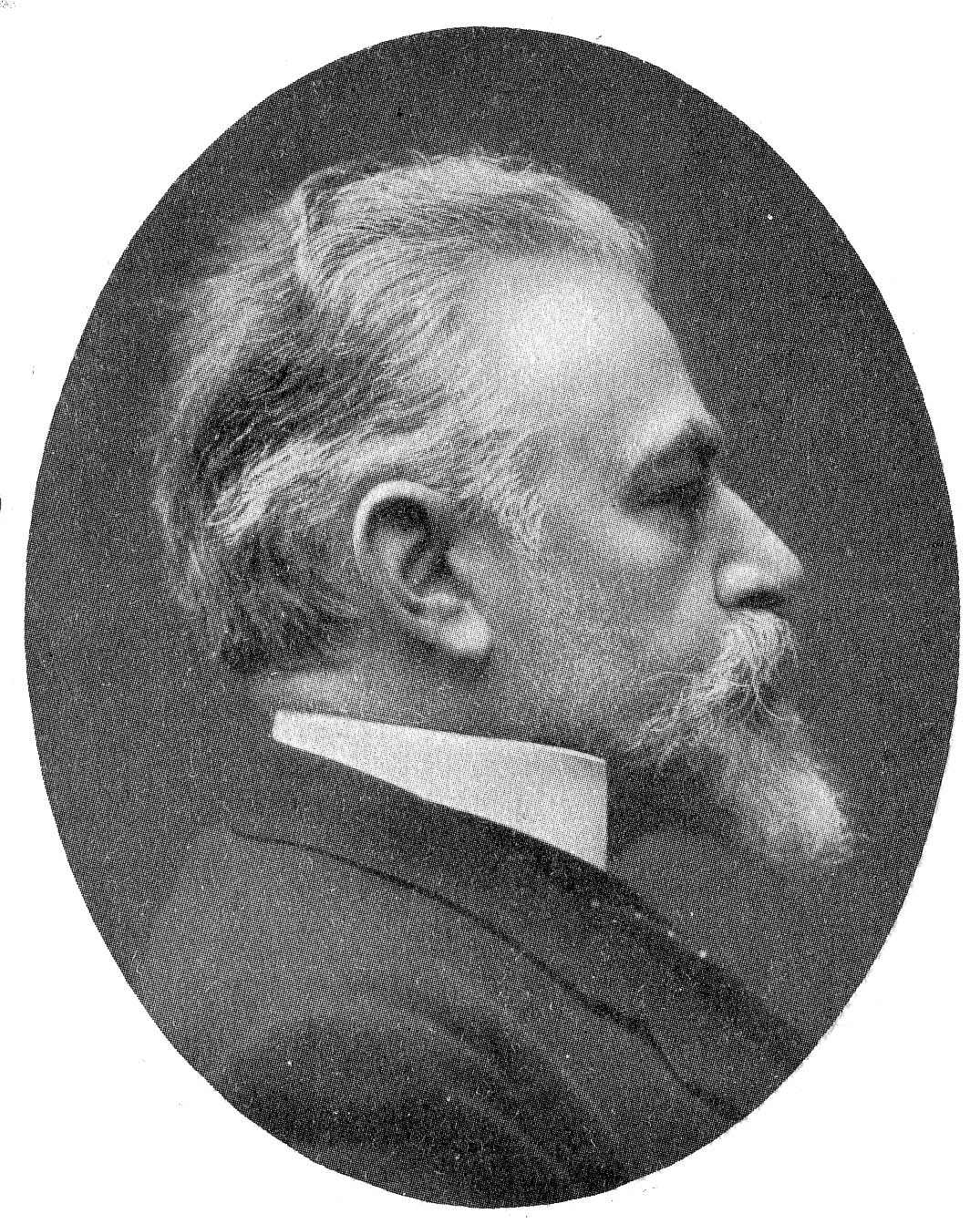
نات آگاتون والنبری (۱۸۵۳–۱۹۳۸)
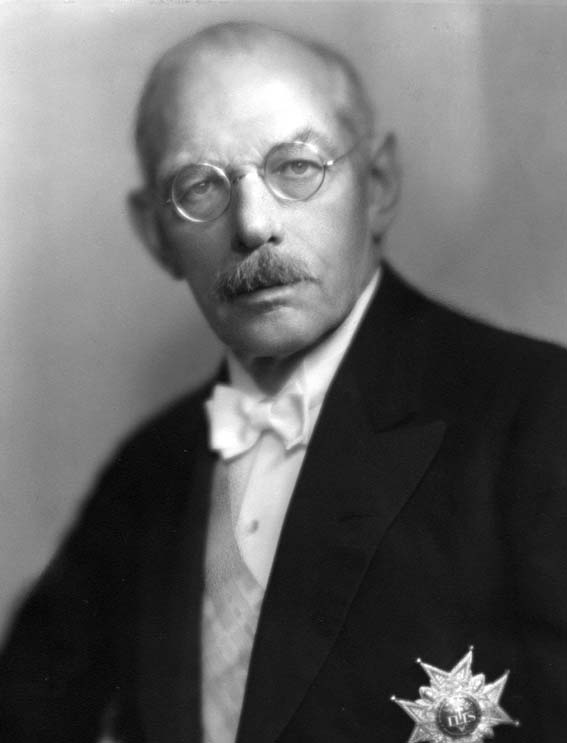
مارکوس والنبری (۱۸۶۴–۱۹۴۳)
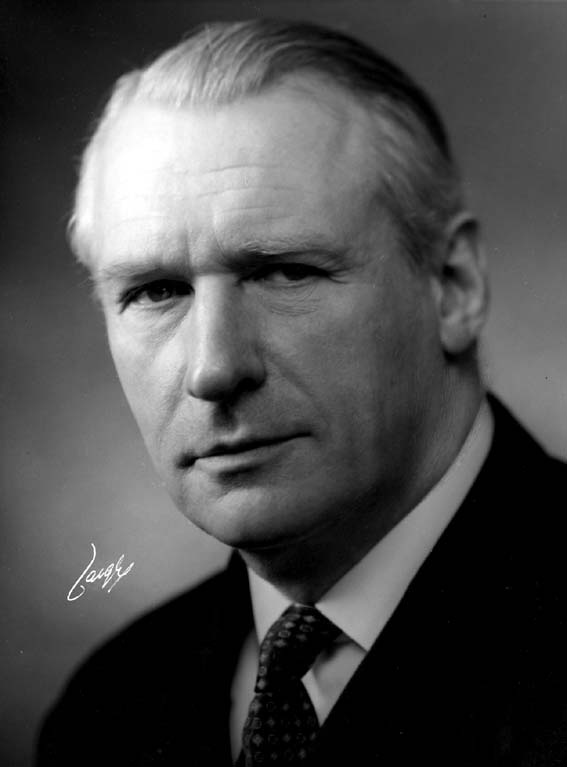
یاکوب والنبری (۱۸۹۲–۱۹۸۰)
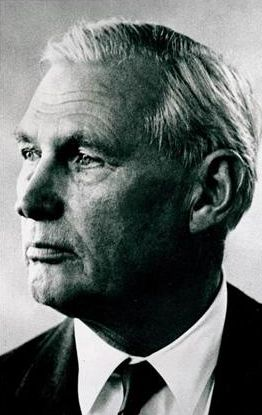
مارکوس والنبری (جونیور) (۱۸۹۹–۱۹۸۲)
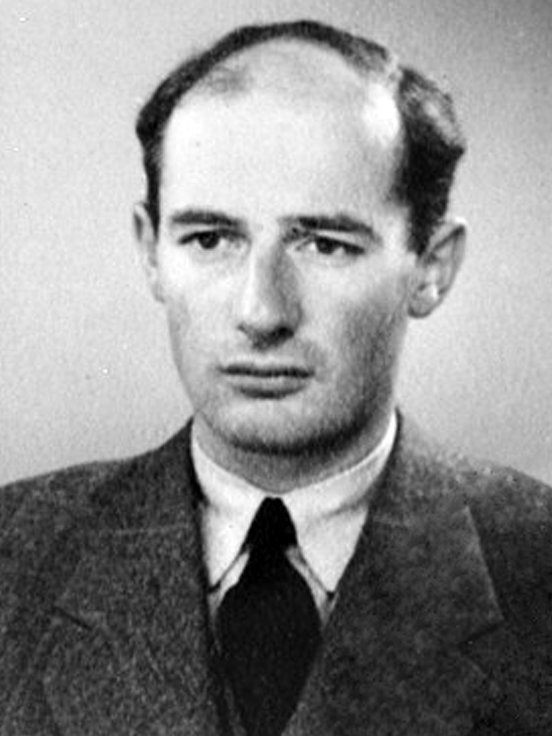
رائول والنبری (۱۹۱۲–۱۹۴۷)
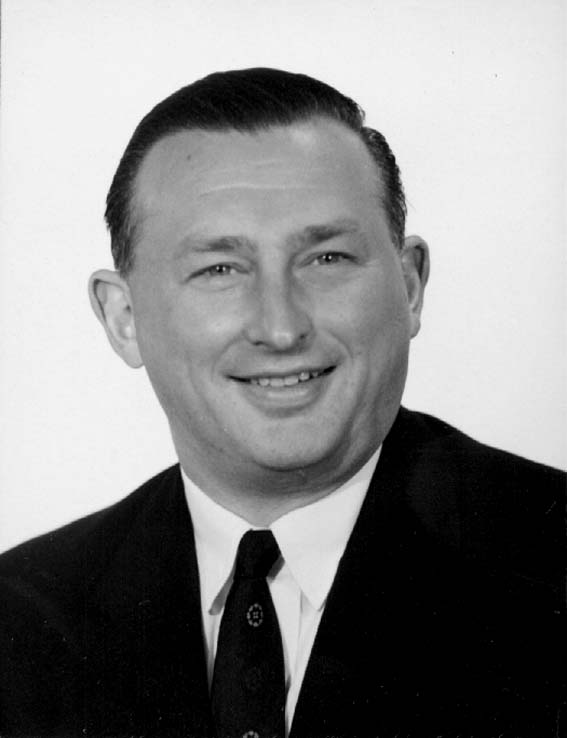
مارک والنبری (۱۹۲۴–۱۹۷۱)
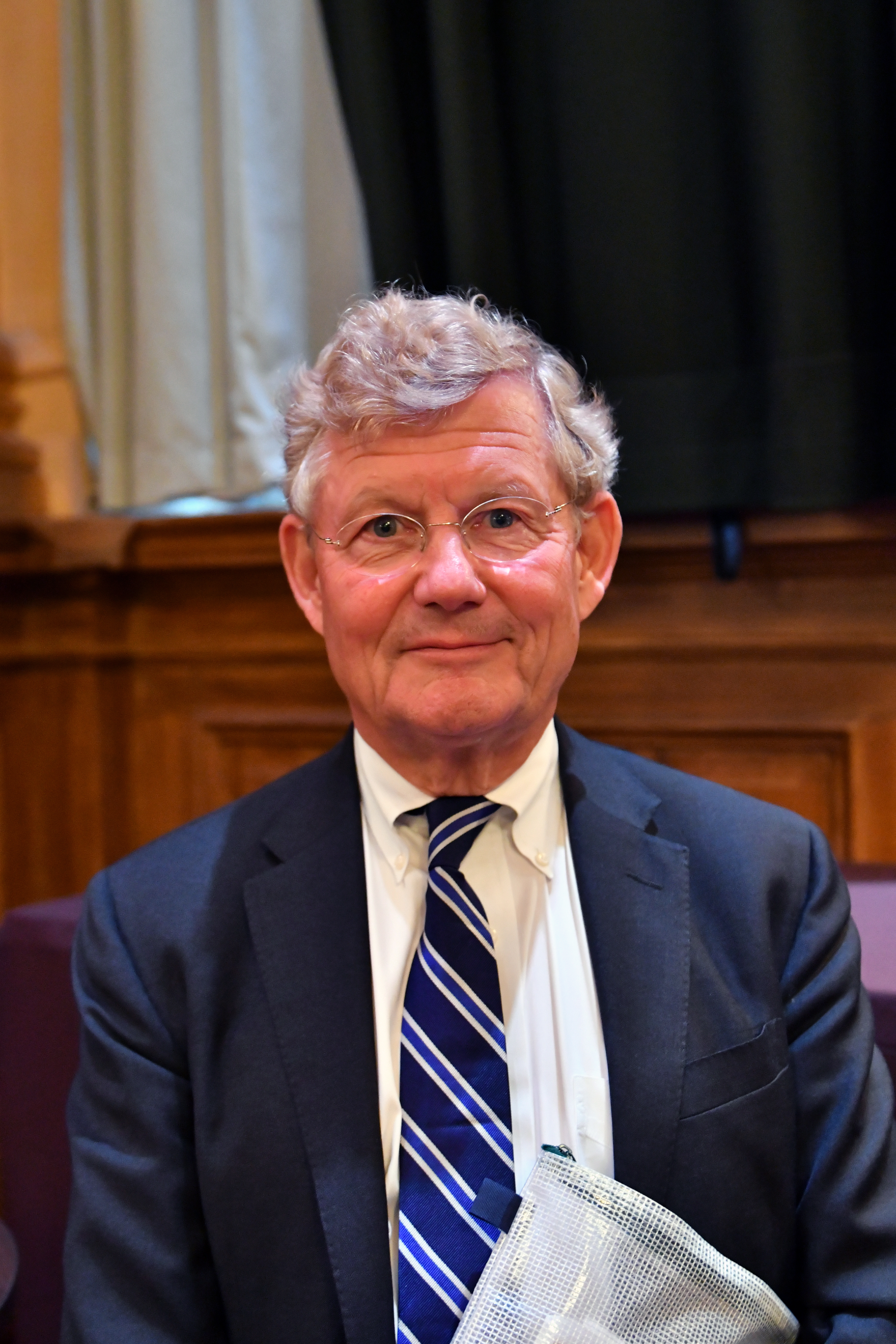
جیکوب والنبری (۱۹۵۶–)

## رائول والنبرگ
معروف‌ترین شخص در این خانواده رائول والنبری می‌باشد. وی یکی از دیپلمات‌های شناخته‌شده زمان خود بود، که در طول جنگ جهانی دوم فعالیت‌های بسیاری را در شهر بوداپست، مجارستان برای نجات یهودیان از هولوکاست انجام داد، که این اقدام‌ها به نجات جان ده‌ها هزار نفر از یهودیان منجر شد.